# Allarete bicornuta
Allarete bicornuta är en tvåvingeart som beskrevs av Jaschhof 1997. Allarete bicornuta ingår i släktet Allarete och familjen gallmyggor. Inga underarter finns listade i Catalogue of Life.